# جامع الجند

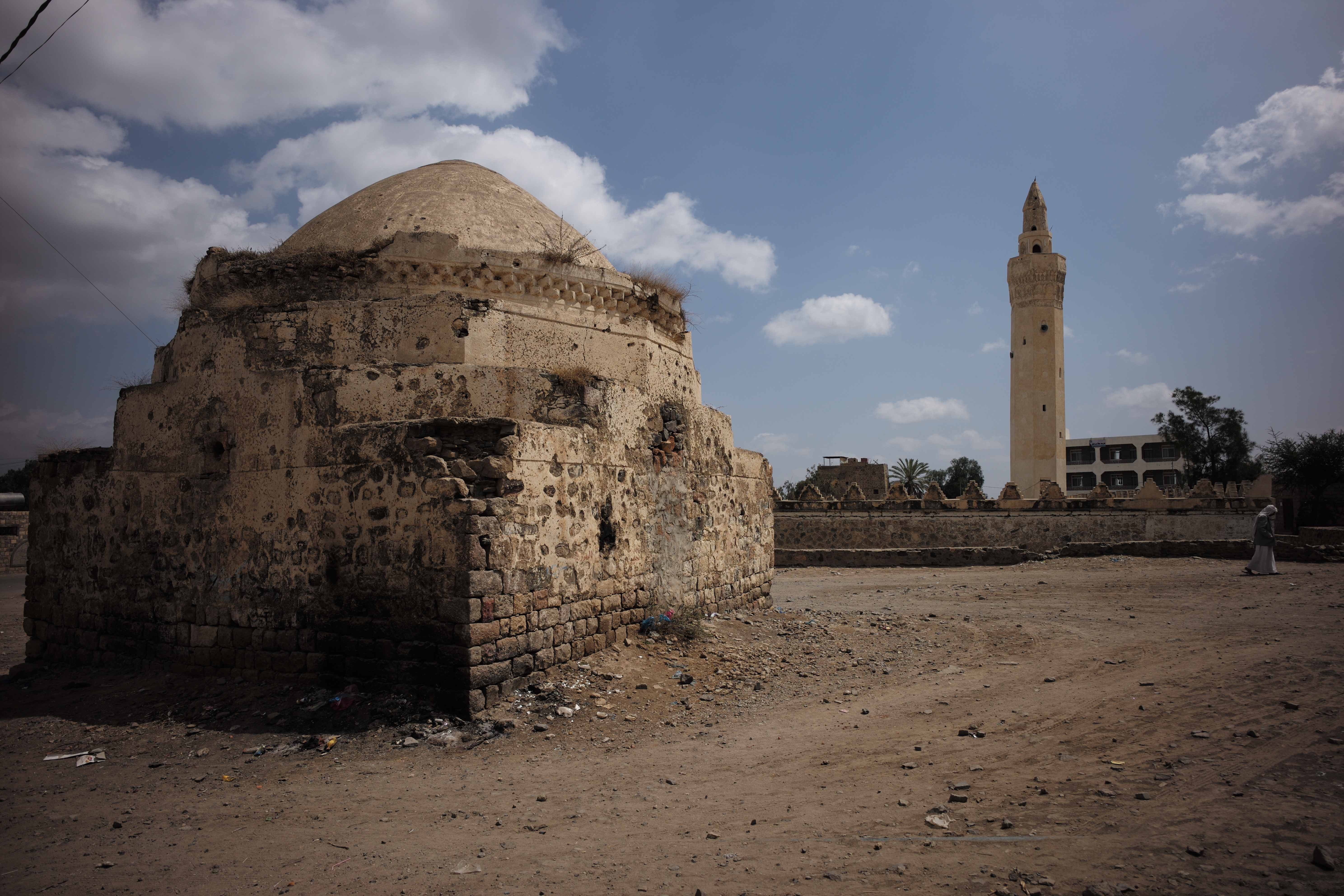
جامع الجند

جامع الجند يعتبر المسجد الأكثر قدماً في اليمن وهو الأول ويوجد في مدينة الجند شيد في صدر الإسلام، بناه معاذ بن جبل الأنصاري حين بعثه نبي الإسلام محمد إلى اليمن ليعلم أهلها أمور وأحكام الدين ويقضي بينهم فيما اختلف وفقاً لأحكام الشريعة الإسلامية سنة ( 6هـ ) وقيل في السنة التاسعة للهجرة.
ثم أعاد الحسين بن سلامة (317-402هـ) بناء الجامع، ويقال إن الحاكم الصليحي (المفضل بن أبي البركات) هو الآخر قام بأعمال إنشائية بالجامع، وقد تعرض للهدم أيام مهدي بن علي بن مهدي الرعيني الحميري عام(558هـ) ثم أعاد الحاكم الأيوبي سيف الدين أتابك سنقر بناءه عام 575هـ مضيفاً إلى المبنى الرواق الجنوبي والرواقين الجانبيين والصحنين الواقعين بالحرم. يعد هذا الجامع من المواقع الدينية المهمة في محافظة تعز. إذ لا يبعد عن مدينة تعز سوى ( 20كم) إلى الشمال الشرقي، سمي بهذا الاسم نسبة إلى مخلاف الجند.
ويعرف هذا الجامع أيضا باسم جامع معاذ نسبة إلى مؤسسه الصحابي الجليل معاذ بن جبل (رَضِيَ اللَّهُ عَنْهُ) الذي أرسله النبي (صَلَّى اللهُ عَلَيْهِ وَسَلَّمَ) إلى اليمن وعند وصوله قام ببناء المسجد، واجتمع ببني الأسود الذين كان لهم رياسة الجند في أول جمعة من رجب فوعظهم وصلى بهم فكانت أول جمعة تقام في اليمن فاتخذها الناس منذ ذلك اليوم عيداَ يقام كل سنة في أول جمعة من رجب *ويتجهون إلى جامع الجند للصلاة فيه وأقامة الشعائر الدينية والتقرب إلى الله. وتوالت على الجامع بعد ذلك الإصلاحات والتجديدات عبر التاريخ* إلا أن أهمها ما قام به الوزير الأفضل ابن أبي البركات سنه( 480هـ /1087 م) في عهد الملكة أروى بنت أحمد من تجديد الجامع بالأجر المربع، وكذلك ما حدث فيه أيام الملك الناصر أيوب بن سيف الإسلام طغتكين إذ اهتم بجامع الجند فقام ببناء الجناحين والمؤخرة سنة ( 603هـ / 1206م ) وبنى سقوفه بالأجر والجص وطعم نقوشة بالذهب واللازورد، فأصبح سقفه قبلة للأنظار ومعلماَ لضرب الأمثلة بروعته وجماله ودقه صنعه حتى قيل (خذ من جامع تعز المنبر ومن جامع الجند السقف) واستمرت التجديدات والترميمات بعد ذلك إلى اليوم.
والجامع الحالي مستطيل الشكل طوله من الخارج ( 65.5 م ) وعرضه (43 م) يحيطه سور تتوجه (144) شرفة مسننة، وأما تخطيطه العام فيتكون من صحن مكشوف طوله ( 35.5 × 25.5 م ) وضع فيه عمود مربع ارتفاعه حوالي (2م) يستخدم كمزولة لتحديد أوقات الصلاة، وتحيط به أربعة أروقة أعمقها رواق القبلة الذي يتألف من أربعة أساكيب ويزين جدار القبلة فيه محرابي وضع بينهما منبر خشبي، يعد تحفة فنية غنية بالزخارفلمحفورة والمخرمة والمجمعة وهو من المنابر الباقية التي ترجع إلى زمن طغتكين بن أيوب في الربع الأخير من القرن ( 6هـ / 12م ) وتكمن أهميته في أنه يعد حلقة الوصل بين طراز المنابر المبكرة ومنابر اليمن في المدة اللاحقة أي الرسولية والطاهرية. وتشغل المئذنة جزءاَ من الزاوية الجنوبية الغربية وهي تتكون من جزء سفلي اسطواني يعلوه شكل مثمن فوقه شكل مسدس ويتوج المئذنة من أعلى قبة.
وتمت توسعة المسجد من قبل الملك الظافر عامر بن عبد الوهاب الطاهري عام 1503م. وما زال اللوح الخشبي المذكور مدون في بوابة المسجد.
ويبرز إلى جانب المئذنة لوح من الحجر كتب عليه اسم السلطان عامر بن عبد الوهاب، بالإضافة إلي ألواح أخرى سجلت عليها التجديدات المتلاحقة التي جرت على هذا الجامع عبر الحقب التاريخية المختلفة.
إن هذا الجامع مفتوح للزيارة طوال العام.